# Månen over kirsebærtræerne
Månen over kirsebærtræerne er en japansk dramafilm instrueret af Naomi Kawase fra 2015.

## Medvirkende
- Masatoshi Nagase som Sentaro
- Kirin Kiki som Tokue
- Kyara Uchida som Wakana
- Miyoko Asada som Ejer af dorayaki-bageri
- Etsuko Ichihara som Yoshiko
- Miki Mizuno